# Ús del sòl
L'ús del sòl és "el total de les accions, activitats i intervencions realitzades per les persones sobre un tipus de cobertura de sòl". Mitjançant l'ús del sòl, els humans començaren a deixar un impacte de llarga durada sobre la superfície terrestre entre fa 10.000 i 8.000 anys, sent aquest impacte des de fa 3.000 anys.

## Medi ambient
Els usos del sòl i les pràctiques de la gestió del sòl tenen un impacte important sobre els recursos naturals que inclouen l'aigua, el sòl, els nutrients, les plantes i els animals. La informació sobre els usos del sòl pot ser emprada per a desenvolupar solucions els problemes de la gestió de recursos naturals com la salinitat i la qualitat de l'aigua. Per exemple, les masses d'aigua en una regió desforestada o que pateix erosió tindrà diferents qualitats d'aigua que aquelles situades en àrees amb no desforestades. La jardineria forestal, un sistema de producció d'aliments basada en les plantes, es creu que és la forma més antiga de l'ús del sòl al món.
El principar efecte dels usos del sòl sobre la cobertura de sòl des de 1750 ha sigut la desforestació de regions temperades. Altres efectes significants de l'ús del sòl que són més recents inclouen l'erosió del sòl, la degradació del sòl, la salinització i la desertificació. El canvi dels usos del sòl, junt a l'ús de combustibles fòssils, són les principals fonts antropogèniques de diòxid de carboni, un gas amb efecte d'hivernacle dominant.